# Estádio Municipal Dr. Adhemar de Barros
Estádio Municipal Dr. Adhemar de Barros – stadion piłkarski w Araçatuba, São Paulo (stan), Brazylia, na którym swoje mecze rozgrywa klub Associação Esportiva Araçatuba.